# تاسمان ۶۵۹۴
سیارک ۶۵۹۴ (به انگلیسی: 6594 Tasman، نامگذاری:1987MM1) شش هزار و پانصد و نود و چهارمین سیارک کشف شده‌است که در ۲۵ ژوئن ۱۹۸۷ کشف شد.
قدر مطلق سیارک برابر ۱۳٫۲۰ است.